# 清华大学智能产业研究院
清华大学智能产业研究院是清華大學下屬的人工智能實體化科研機構，是面向第四次工业革命的国际化、智能化、产业化的应用研究机构。AIR的使命是利用人工智能技术赋能产业升级、推动社会进步。
通过大学与企业创新双引擎，突破人工智能核心技术，培养智能产业领军人才，推动智能产业跨越式发展。该机构由人工智能领域的世界级科学家、企业家张亚勤院士创建。